# Comandant general
Comandant General és una situació de comandament, o una destinació susceptible de cessament. No és un grau militar.
A Espanya existeix el Comandant General del 2º i 3º Exèrcit, o d'altres unitats estructurals, com a Comandant General de la Guàrdia Real o de la Infanteria de Marina.
Aquesta destinació de comandament ho va tenir el general Rafael Maroto en 1818 a la ciutat i província de Tolles, en l'Alt Perú, i anys més tard (ja a Espanya) a Toledo i Províncies Vascongadas. El general Espartero va anar també Comandant General de Biscaia.